# Laura, South Australia
Laura är en ort i Australien. Den ligger i kommunen Northern Areas och delstaten South Australia, omkring 200 kilometer norr om delstatshuvudstaden Adelaide.
Trakten runt Laura är nära nog obefolkad, med mindre än två invånare per kvadratkilometer.. Närmaste större samhälle är Napperby, omkring 18 kilometer väster om Laura. 
Trakten runt Laura består till största delen av jordbruksmark. Genomsnittlig årsnederbörd är 533 millimeter. Den regnigaste månaden är juni, med i genomsnitt 86 mm nederbörd, och den torraste är december, med 14 mm nederbörd.